# Могилёвский автомобильный завод
Могилёвский автомобильный завод имени С. М. Кирова (МоАЗ) — предприятие по производству землеройной и автомобильной техники в Республике Беларусь, город Могилёв.

## История
Предприятие было основано в 1935 году как авторемонтное. В 1941 году завод был эвакуирован в Куйбышев, где освоил производство двигателей для штурмовиков Ил-2.
После Великой Отечественной войны завод был возвращён в Могилёв и выпускал локомобили, паросиловые установки, мостовые краны и маслозаправщики на шасси ГАЗ-51. В 1958 году на завод подъёмно-транспортного оборудования имени С. М. Кирова Минтяжмаша СССР в г. Могилёве было передано производство одноосных тягачей МАЗ-529, разработанных на Минском автомобильном заводе. В 1960 году в Могилёв с Минского автомобильного завода была переведена группа конструкторов, ставшая основой технических служб завода. С этого времени МоАЗ стал одним из крупнейших производителей землеройно-транспортной техники в СССР. В 1966 году завод переименован в автомобильный.
За годы существования предприятия на нём был создан и построен ряд специальных строительных автомобилей таких как: одноосные тягачи МоАЗ-546П и МоАЗ-6442, опытный полноприводный (6Х6) автомобиль МоАЗ-7411, карьерные самосвалы МоАЗ-522 и МоАЗ-6507, самосвальные автопоезда МоАЗ-6401-9585 для работы в подземных шахтах и выработках. Также некоторые виды автомобилей МоАЗ активно использовались для военных нужд.
В апреле 1970 года был построен 10 000-й автомобиль.
В 1975 году вместе с предприятиями МАЗ и БелАЗ вошёл в Производственное Объединение «БелАвтоМАЗ».
1 января 1977 года введена в строй линия мелкого и среднего литья, а 29 декабря 1978 года введена в эксплуатацию 2-я очередь сталелитейного цеха.
22 ноября 1983 года был построен 25 000-й автомобиль.
В 2006 году завод стал филиалом ОАО «БелАЗ».
С 2012 года — филиал ОАО «БЕЛАЗ» — управляющей компании холдинга «БЕЛАЗ-ХОЛДИНГ».
Предприятие в основном работает на экспорт — более 85 % продукции поставляется в страны СНГ.

## Выпускаемая продукция
- самоходные скреперы (МоАЗ-6014 на базе одноосного тягача МоАЗ-6442);
- фронтальные погрузчики (МоАЗ-40484);
- самосвалы (МоАЗ-7505, МоАЗ-7529);
- подземные автопоезда (МоАЗ-7405-9586)[4];
- автобетоносмесители (МоАЗ-049, МоАЗ-060, МоАЗ-070);
- самоходные катки (МоАЗ-6442-9890);
- автобульдозеры (МоАЗ-40486, МоАЗ-40489);
- электрокары (EC-1.00);
- тракторы (МоАЗ-49011);
- аэродромные тягачи (МоАЗ-7915);
- инженерные тягачи для армии[5].
- детали для железнодорожного подвижного состава

## Интересные факты
- Одноосный тягач МАЗ-529, производство которого началось на МоАЗе в 1958 году, формально может считаться первым советским переднеприводным автомобилем[2].[нет в источнике]
- Футбольный клуб «Торпедо» автозавода имени Кирова (до 1974 — «Кировец») неоднократно принимал участие в чемпионатах БССР и Беларуси, став чемпионами в 1982 году и дойдя до финала Кубка Беларуси в 1995 году.